# Snooker-Saison 2009/10
Die Snooker-Saison 2009/10 war eine Serie von Snooker-Turnieren, die zur Main Tour gehören.
Neben Titel und Preisgeld gab es bei sechs Turnieren auch Punkte für die Snookerweltrangliste. Hinzu kamen zwei Einladungsturniere, bei denen generell keine Punkte vergeben werden.
Im Vergleich zur Vorsaison war die Zahl der Ranglistenturniere um zwei gesunken. Wieder gestrichen wurde die in der Vorsaison gerade etablierte Bahrain Championship, auch die Northern Ireland Trophy verschwand nach drei Jahren Zugehörigkeit zu den Ranglistenturnieren aus dem Tourkalender.
Die Saison begann am 4. Juni 2009 mit dem Jiangsu Classic und endete am 3. Mai 2010 mit dem Weltmeisterschaftsfinale.

## Saisonergebnisse
| Datum                               | Turnier                  | Austragungsort | Art                   | Sieger            | Finalist          | Ergebnis |
| 4. Juni bis 7. Juni 2009            | Jiangsu Classic 2009     | Wuxi           | Einladungsturnier     | Mark Allen        | Ding Junhui       | 6:0      |
| 7. September bis 13. September 2009 | Shanghai Masters 2009    | Shanghai       | Weltranglistenturnier | Ronnie O’Sullivan | Liang Wenbo       | 10:5     |
| 3. Oktober bis 11. Oktober 2009     | Grand Prix 2009          | Glasgow        | Weltranglistenturnier | Neil Robertson    | Ding Junhui       | 9:4      |
| 5. Dezember bis 13. Dezember 2009   | UK Championship 2009     | Telford        | Weltranglistenturnier | Ding Junhui       | John Higgins      | 10:8     |
| 10. Januar bis 17. Januar 2010      | Masters 2010             | London         | Einladungsturnier     | Mark Selby        | Ronnie O’Sullivan | 10:9     |
| 25. Januar bis 31. Januar 2010      | Welsh Open 2010          | Newport        | Weltranglistenturnier | John Higgins      | Allister Carter   | 9:4      |
| 4. Januar bis 25. März 2010         | Championship League 2010 | Stock          | Einladungsturnier     | Marco Fu          | Mark Allen        | 3:2      |
| 29. März bis 4. April 2010          | China Open 2010          | Peking         | Weltranglistenturnier | Mark Williams     | Ding Junhui       | 10:6     |
| 17. April bis 3. Mai 2010           | Weltmeisterschaft 2010   | Sheffield      | Weltranglistenturnier | Neil Robertson    | Graeme Dott       | 18:13    |

## Weltrangliste
Die Snookerweltrangliste wird erst nach jeder vollendeten Saison aktualisiert und berücksichtigt die Leistungen der vergangenen zwei Spielzeiten. Die folgende Tabelle zeigt die 32 bestplatzierten Spieler der Saison 2009/10, sie beruht also auf den Ergebnissen 2007/08 und 2008/09. In Klammern ist jeweils die Vorjahresplatzierung angegeben.
| Platz 1 – 8 | Platz 1 – 8           | Platz 9 – 16 | Platz 9 – 16        | Platz 17 – 24 | Platz 17 – 24       | Platz 25 – 32 | Platz 25 – 32        |
| ----------- | --------------------- | ------------ | ------------------- | ------------- | ------------------- | ------------- | -------------------- |
| 01          | Ronnie O’Sullivan (1) | 09           | Neil Robertson (10) | 17            | Barry Hawkins (27)  | 25            | Stephen Lee (26)     |
| 02          | Stephen Maguire (2)   | 10           | Stephen Hendry (6)  | 18            | Jamie Cope (19)     | 26            | Matthew Stevens (17) |
| 03          | Shaun Murphy (3)      | 11           | Mark Allen (16)     | 19            | Dave Harold (28)    | 27            | Liang Wenbo (40)     |
| 04          | John Higgins (5)      | 12           | Joe Perry (12)      | 20            | Ricky Walden (35)   | 28            | Graeme Dott (13)     |
| 05          | Allister Carter (7)   | 13           | Ding Junhui (11)    | 21            | Stuart Bingham (21) | 29            | Nigel Bond (23)      |
| 06          | Ryan Day (8)          | 14           | Peter Ebdon (9)     | 22            | Joe Swail (20)      | 30            | Judd Trump (41)      |
| 07          | Mark Selby (4)        | 15           | Mark Williams (22)  | 23            | Steve Davis (29)    | 31            | Fergal O’Brien (24)  |
| 08          | Marco Fu (14)         | 16           | Mark King (15)      | 24            | Michael Holt (34)   | 32            | Gerard Greene (33)   |

## Qualifikation für die Main-Tour 2009/10
Neben den 64 bestplatzierten Spielern der Weltrangliste zum Abschluss der Saison 2008/09 wurden die übrigen 32 Startplätze wie folgt vergeben:
| Verbleib auf der Main-Tour über die Einjahreswertung 2008/09 - Matthew Selt - Matthew Couch - Lee Spick - Daniel Wells - Li Hang - Simon Bedford - Patrick Wallace - Atthasit Mahitthi Qualifikation über die Pontin’s International Open Series 2008/09 - Xiao Guodong - Lee Page - Björn Haneveer - Stephen Rowlings - Ben Woollaston - Noppadol Sangnil - Craig Steadman - Chris Norbury | Qualifikation über Internationale Amateurmeisterschaften - Thepchaiya Un-Nooh (IBSF-Amateurweltmeister) - David Hogan (EBSA-Europameister) - Tony Drago (EBSA International Play-Off) - James Wattana (ACBS-Asienmeister) - Zhang Anda (ACBS-U-21 Asienmeister) Qualifikation über Nationalverbände - Jimmy Robertson (Englische Nummer 1) - Sam Baird (Englische Playoffs) - Mark Boyle (Schottische Nominierung) - Michael White (Walisische Nominierung) - Brendan O’Donoghue (Irische Nominierung) - Jordan Brown (Nordirische Nominierung) - Mei Xiwen (Asiatische Nominierung) Qualifikation über WPBSA Wildcard - Ian Preece - David Gray - Andrew Norman - Joe Jogia |